# Braian Toledo
Brian Toledo (Marcos Paz, 8 de septiembre de 1993-26 de febrero de 2020) fue un atleta argentino especialista en lanzamiento de jabalina.

## Carrera
En 2009, compitió en Italia en el Mundial de menores de la IAAF y consiguió la marca de 73.44 metros, con la que alcanzó el tercer puesto. En 2010, en Mar del Plata, alcanzó la marca de 89.34 metros, superando por más de 15 metros al ruso Valeri Yordan, en la que fue su mejor marca con jabalinas de 700 gramos. Además, obtuvo la medalla de oro en los Juegos Olímpicos de la Juventud.
En 2011 obtuvo la medalla de bronce en los Juegos Panamericanos de Guadalajara. En 2012, ganó la medalla de oro en el Campeonato Iberoamericano de Atletismo y la medalla de plata en el Campeonato Mundial Junior de Barcelona. Finalizó 28º en los Juegos Olímpicos de Londres con una marca de 76,86 m. En 2016 participó en los Juegos Olímpicos de Río de Janeiro 2016. En el primer intento, alcanzó 77.89 metros, mientras que en el segundo llegó a los 79.51 y en el tercero fue 79.81, pero le faltaron 19 centímetros para pasar a la definición por las medallas, a la cual accedían todos aquellos que superaran los ochenta metros, quedando así en el puesto 10.
Desde noviembre de 2016 tuvo como entrenador al finlandés Kari Ihalinen y en abril de 2017 se mudó a Kuortane, Finlandia, con el objetivo de mejorar su rendimiento en vista a los Juegos Olímpicos de Tokio 2020.
En el transcurso de 2019, Toledo se sometió a una operación en el tobillo derecho y a finales de febrero había finalizado un período de 75 días de traslados en muletas. Debía realizar una recuperación contrarreloj para poder conseguir su objetivo principal del año de clasificarse a los Juegos Olímpicos.

## Spot publicitario
En 2011 protagonizó un spot publicitario para la campaña presidencial de Cristina Fernández de Kirchner.

## Fallecimiento
Siendo la 23:02 horas del jueves 26 de febrero de 2020, Braian perdió la vida tras sufrir un accidente con su moto. Se presume que no advirtió la presencia de un reductor de velocidad mal instalado en la intersección entre la RP40 y la calle Buenos Aires de la ciudad de Marcos Paz, localidad de donde era oriundo. Tenía 26 años.
En las últimas semanas, se encontraba en Santa Fe, Argentina, preparando su temporada en el Centro de Alto Rendimiento Deportivo “Pedro A. Candioti” de esa ciudad. Se estima que había acudido a su ciudad natal, con vistas a la recta final de su preparación olímpica que se realizaría en el Centro Nacional de Alto Rendimiento Deportivo, en la ciudad de Buenos Aires.
El entonces titular del Comité Olímpico Argentino, Gerardo Werthein que asistió a su funeral dijo:

Se fue Braian. Lo teníamos que llevar a Tokio y miren dónde lo dejamos. Es una tragedia. Una fatalidad terrible que no tiene ningún justificativo. Fue un chico bueno, humilde y modesto que dejó un legado enorme relacionado a los valores que transmitía.

Su cuerpo fue depositado en un nicho del Cementerio Municipal de Marcos Paz, un año después fue trasladado a una bóveda nueva, construida sobre un terreno donado por un seguidor.
Poco después de su muerte y en su memoria se le otorgó el Diploma al Mérito de la Fundación Konex, en la disciplina Atletismo.

El 29 de julio de 2021, con el retorno del tren del FFCC Belgrano Sur a la Estación Marcos Paz, luego de 28 años sin servicio, se descubrió una placa donde se renombra a dicha estación como "Marcos Paz-Braian Toledo", como homenaje póstumo de la ciudad que lo vio nacer.

## Palmarés
- Juegos Panamericanos
  - Medalla de bronce en Guadalajara 2011.
- Campeonato Iberoamericano de Atletismo
  - Medalla de oro en Barquisimeto 2012.
- Campeonato Sudamericano de Atletismo
  - Medalla de oro en Asunción 2017.
  - Medalla de bronce en Cartagena 2013.
- Juegos Olímpicos de la Juventud
  - Medalla de oro en Singapur 2010.
- Campeonato Mundial de Atletismo Sub-20
  - Medalla de plata en Barcelona 2012.
- Campeonato Mundial de Atletismo Sub-18
  - Medalla de bronce en Bresanona 2009.
- Campeonato Panamericano de Atletismo Sub-20
  - Medalla de oro en Miramar 2011.
- Campeonato Nacional de Mayores
  - Medalla de oro en las ediciones de 2011, 2012, 2013 2014 y 2018.

- Plusmarcas
  - Plusmarca nacional con 83,32 m el 24 de agosto de 2015 en Pekín (China), durante el Campeonato Mundial de atletismo.

- Premios Konex
  - Diploma al mérito 2020 (in memoriam).